# Pleșiveț, Vidin
Pleșiveț (în bulgară Плешивец) este un sat în comuna Rujinți, regiunea Vidin,  Bulgaria. 

## Demografie
Componența etnică a satului Pleșiveț
     Bulgari (98,13%)
     Nicio identificare (1,86%)
     Altele (0%)
La recensământul din 2011, populația satului Pleșiveț era de 214 locuitori. Din punct de vedere etnic, majoritatea locuitorilor (98,13%) erau bulgari. Pentru 1,86% din locuitori nu este cunoscută apartenența etnică.